# Alfred Gathorne-Hardy
Alfred Erskine Gathorne-Hardy (27 février 1845 - 11 novembre 1918), titré l'honorable à partir de 1878, est un député conservateur britannique.

## Biographie
Il est le troisième fils de Gathorne Gathorne-Hardy (1er comte de Cranbrook) et Jane Orr. Né Alfred Hardy, il prend par licence royale le nom de famille supplémentaire de Gathorne en 1878 comme le reste de sa famille. La même année, il est élu à la Chambre des communes pour Canterbury, siège qu'il occupe jusqu'en 1880, date à laquelle la circonscription est redécoupée. Il est réélu au Parlement en 1886 pour East Grinstead, et continué à la représenter jusqu'en 1895.
Naturaliste observateur, il est également un tireur d'élite et un pêcheur. En 1900, Longmans a publié ses "Automnes en Argyle avec Rod and Gun", qui est une collection de souvenirs de 30 ans de visites sportives aux domaines de son beau-frère à Poltalloch et à Argyll, qui possède le domaine de Dunadd ainsi que le Château de Sween, le Château de Carnasserie et Duntrune - le siège familial du clan Malcolm. Le livre a récemment été réédité dans une édition en fac-similé.
Gathorne-Hardy est décédé en novembre 1918, à l'âge de 73 ans.